# 요세프 무실
요세프 무실(체코어: Josef Musil, 1932년 7월 3일~2017년 8월 26일)은 체코슬로바키아의 전 배구 선수, 지도자이다. 대부분의 선수 생활을 슬라비아 프라하에서 보냈으며, 선수 생활 후기에는 이탈리아 리그로 진출하여 활동했다. 또한 체코슬로바키아 국가대표 선수로 활동하며 1964년 하계 올림픽에서 은메달, 1968년 하계 올림픽에서 동메달을 획득했다.
2004년에 국제 배구 연맹 명예의 전당에 헌액되었다.